# Volvo Titan
Volvo Titan — важка вантажівка, що випускалася шведським автовиробником Volvo між 1951 і 1973 роками.

## Volvo Titan
Восени 1951 року Volvo представила свою найбільшу вантажівку L395 Titan з вантажопідйомністю до 10 тонн. Великий двигун VDF був замінений у 1953 році на вдосконалений двигун D96. Наступного року Titan став першою вантажівкою Volvo з турбодизелем. У 1956 році вантажівка була оснащена пневматичними гальмами.
У 1959 році був представлений вдосконалений L495 Titan. У 1964 році компанія Volvo представила модель L4951 Titan Tiptop без капоту із кабіною, що нахиляється.

## Volvo N88
У 1965 році Volvo представила свою «Систему 8». В рамках змін Volvo представила наступника Titan під назвою N88. Нова вантажівка зберегла кабіну Titan, але під нею звичайний N88 мав усі нові функції переднього керування F88. Вони включали новий двигун, повністю синхронізовану восьмиступінчасту коробку передач і вдосконалені шасі та підвіску.

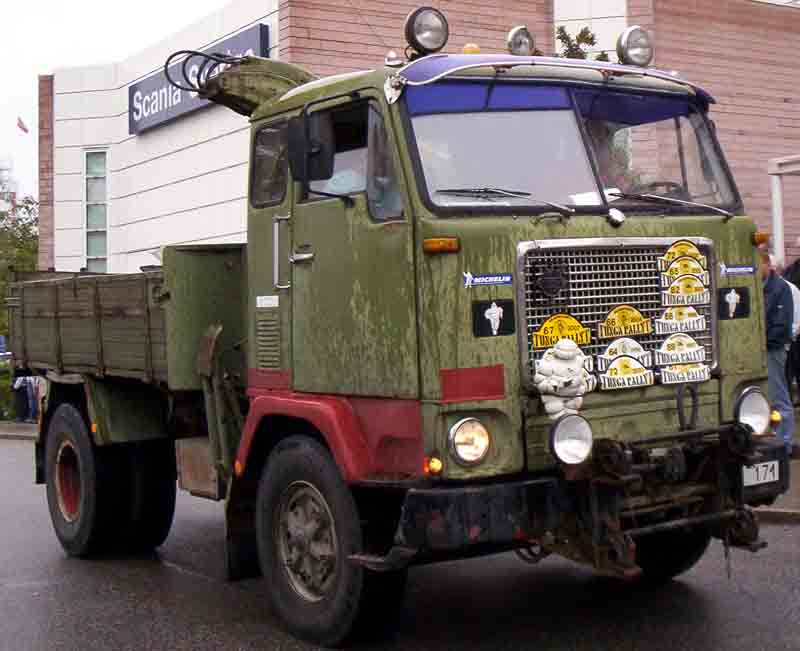
1965 Volvo Titan Tiptop
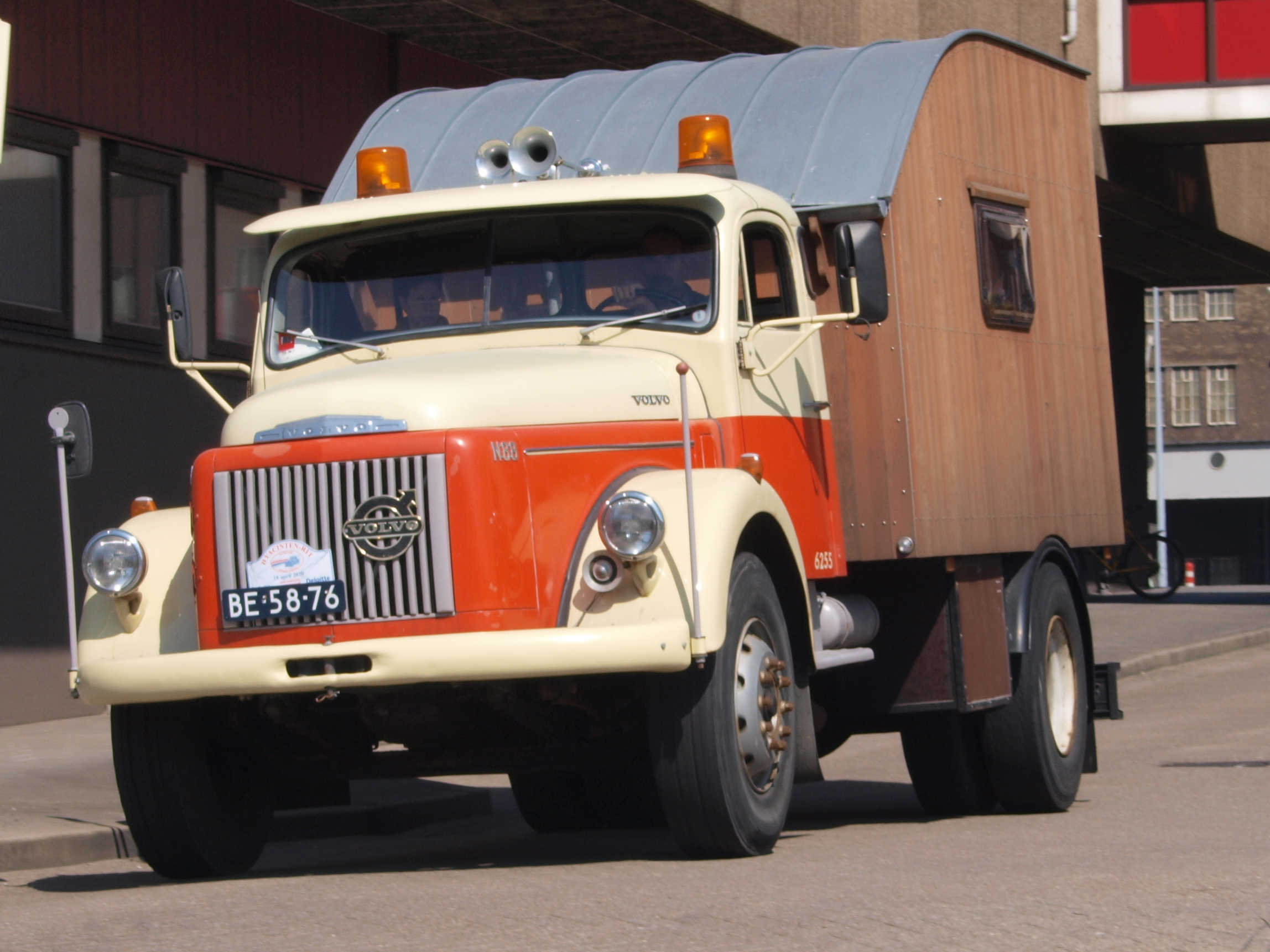
1968 Volvo N88-44T